# Ottaviano – San Pietro – Musei Vaticani
Ottaviano - San Pietro - Musei Vaticani – stacja na linii A metra rzymskiego. Stacja została otwarta w 1980. Poprzednim przystankiem jest Cipro, a następnym Lepanto. Do 2000 roku kiedy otwarto przedłużenie linii do Batistini była stacją końcową.
W 2008 roku nazwę stacji zmieniono, dodając do niej człon "Musei Vaticani",
Niedaleko stacji znajduje się Bazylika św. Piotra oraz wejście do Muzeów Watykańskich.